# Nysunds socken
Nysunds socken i Närke och Värmland ingick i Edsbergs härad, Lekebergs härad och Visnums härad, uppgick 1967 i Degerfors köping och området ingår sedan 1971 i Degerfors kommun i Örebro län och motsvarar från 2016 Nysunds distrikt.
Socknens areal är 285,30 kvadratkilometer, varav 246,98 land. År 2000 fanns här 1 849 invånare. Tätorterna Svartå samt tätorten och kyrkbyn Åtorp med sockenkyrkan Nysunds kyrka ligger i socknen.

## Administrativ historik
Nysunds socken, som till 1686 hade namnet Sunds socken, bildades 1638 genom utbytning ur Rudskoga socken i Visnums härad i Värmlands län och Kvistbro socken i Edsbergs härad i Örebro län. Landskaps- och häradsgränsen, som följde Letälven, ändrades inte utan den delar fortsatt Nysund i två delar, den västra i Värmland och den östra i Närke. 
Vid kommunreformen 1862 övergick socknens ansvar för de kyrkliga frågorna till Nysunds församling och för de borgerliga frågorna till Nysunds landskommun. 1923 överfördes hela socknen, församlingen och landskommunen, till Edsbergs härad och Örebro län. Landskommunen inkorporerades 1952 i Svartå landskommun. När denna upplöstes 1967 uppgick Nysundsdelen i Degerfors köping som 1971 ombildades till Degerfors kommun. Församlingen uppgick 2006 i Degerfors-Nysunds församling.
1 januari 2016 inrättades distriktet Nysund, med samma omfattning som församlingen hade 1999/2000.
Socknen har tillhört fögderier, tingslag och domsagor enligt vad som beskrivs i artikeln Edsbergs härad. De indelta soldaterna tillhörde Närkes regemente, Visnums respektive Edsbergs kompanier.

## Geografi
Nysunds socken ligger norr om Skagern omkring Letälven. Socknen har odlingsbygd vid älven och sjön och är i övrigt en mossrik bergig skogsbygd.
I socknen finns naturreservatet Sveafallen.

## Fornlämningar
Ett tiotal stensättningar samt domarringar från järnåldern är funna.

## Namnet
Namnet (1641 Sundh) kommer från en gård vid Letälven som fått sitt namn av ett sund där.

## Befolkningsutveckling
| Befolkningsutvecklingen i Nysunds socken 1750–1990                                                       | Befolkningsutvecklingen i Nysunds socken 1750–1990 | Befolkningsutvecklingen i Nysunds socken 1750–1990 | Befolkningsutvecklingen i Nysunds socken 1750–1990 | Befolkningsutvecklingen i Nysunds socken 1750–1990 |
| --- | -------------------------------------------------- | -------------------------------------------------- | -------------------------------------------------- | -------------------------------------------------- |
| |                                                    |                                                    |                                                    |                                                    |
| År |                                                    |                                                    | Folkmängd                                          |                                                    |
| 1750 | 1750                                               |                                                    | 1 308                                              |                                                    |
| 1760 | 1760                                               |                                                    | 1 434                                              |                                                    |
| 1769 | 1769                                               |                                                    | 1 706                                              |                                                    |
| 1780 | 1780                                               |                                                    | 1 775                                              |                                                    |
| 1790 | 1790                                               |                                                    | 1 949                                              |                                                    |
| 1800 | 1800                                               |                                                    | 2 130                                              |                                                    |
| 1810 | 1810                                               |                                                    | 2 278                                              |                                                    |
| 1820 | 1820                                               |                                                    | 2 365                                              |                                                    |
| 1830 | 1830                                               |                                                    | 2 795                                              |                                                    |
| 1840 | 1840                                               |                                                    | 3 007                                              |                                                    |
| 1850 | 1850                                               |                                                    | 3 576                                              |                                                    |
| 1860 | 1860                                               |                                                    | 3 889                                              |                                                    |
| 1870 | 1870                                               |                                                    | 3 984                                              |                                                    |
| 1880 | 1880                                               |                                                    | 3 982                                              |                                                    |
| 1890 | 1890                                               |                                                    | 3 418                                              |                                                    |
| 1900 | 1900                                               |                                                    | 3 123                                              |                                                    |
| 1910 | 1910                                               |                                                    | 2 918                                              |                                                    |
| 1920 | 1920                                               |                                                    | 2 814                                              |                                                    |
| 1930 | 1930                                               |                                                    | 2 620                                              |                                                    |
| 1940 | 1940                                               |                                                    | 2 131                                              |                                                    |
| 1950 | 1950                                               |                                                    | 1 947                                              |                                                    |
| 1960 | 1960                                               |                                                    | 1 577                                              |                                                    |
| 1970 | 1970                                               |                                                    | 1 758                                              |                                                    |
| 1980 | 1980                                               |                                                    | 1 846                                              |                                                    |
| 1990 | 1990                                               |                                                    | 1 869                                              |                                                    |
| Anm: Källor: Umeå universitet - Tabellverket 1749-1859, Demografiska databasen, CEDAR, Umeå universitet. |                                                    |                                                    |                                                    |                                                    |